# Belissa Andía Pérez
Belissa Andía Pérez (Atico, 7 de julio de 1953) es una activista y ensayista peruana. Es secretaria del Instituto Runa de Desarrollo y Estudios sobre Género y es miembro de la Junta y secretaría de Transgénero en el ILGA, organización regional latinoamericana en la que representa los intereses de transexuales. También es miembro del consejo asesor internacional de la Fundación Hirschfeld Eddy.

## Biografía
Comenzó su formación en el Colegio San Antonio de Padua y luego los completó en el Colegio Nacional Bartolomé Herrera. Durante aquel tiempo fue activa en las organizaciones católicas que estaban cerca de la Teología de la liberación. En la universidad se volvió hacia el movimiento obrero y el tema de la liberación sexual.
La Conferencia Regional Latinoamericana de 2005 decidió que la Junta regional se expandiera para incluir al colectivo transexual. En esa posición Belissa fue elegida. Los Estatutos del ILGA, de la Junta Mundial, para cada región tienen una representación de la mujer.
Belissa es portavoz de las quejas de que los transgéneros lleven los estereotipos de baja condición social, enfermedades de transmisión sexual, trastornos mentales, incluso en las sociedades modernas.

„No tenemos lugar en la sociedad“, dice Belissa. „Debido a las normas y los fanatismos, sus comportamientos se ajustan al mundo de hombres y mujeres binarios, y aún hoy, en algunos países, son castigados por la ley.“

Queda el transgénero como ...las rebeldes a la regla de la heteronormatividad, y no sólo en un sentido conceptual, sino también en el cuerpo físico de las transexuales.

En 2006, se postuló por el partido de izquierda Movimiento Nueva Izquierda (MNI) para el Congreso de Perú.
Así fue la primera candidata transgénero en las elecciones generales en el Perú, aunque no resultó electa.
Fundó la Red Carnation Colectiva.

## Filmografía
- Loxoro (2011), como Makuti.